# الجامعة الإلكترومفتوحة
الجامعة «الإلكترومفتوحة» هي جامعة تعليمية عالمية التعليم والأداء هدفها مساعدة الطلاب بكافة دول العالم للحصول على درجاتهم الأكاديمية بطريقة أكثر كفاءة على المستوى العلمي من خلال فتح برامج أكاديمية جامعية عالية المستوى والكفاءة حيث تتبع أحدث نظام تعليم جامعي (الإلكتروني والمفتوح).
الجامعة عضو رسمي في اتحاد الجامعات والكليات العالمية في أمريكا منذ 2004م، ولها مقران رئيسيان في كل من (القاهرة – وطرابلس) ومقر مؤقت في بريطانيا، ومكتب تمثيل في الولايات المتحدة الأمريكية وبعض البلدان العربية، ويحق للجامعة إنشاء حر م جامعي في أي بلد ترأتيه مناسب للنشاط التعليمي لها، مع الحق في التسجيل الرسمي بأي بلد تراه مناسبا للاعتمادات الدولية التي تساعد في التصديق.